# Вікнянська сільська рада (Гусятинський район)
Вікня́нська сільська́ ра́да — адміністративно-територіальна одиниця та орган місцевого самоврядування в Гусятинському районі Тернопільської області. Адміністративний центр — село Вікно.

## Загальні відомості
- Територія ради: 40,122 км²
- Населення ради: 1 332 особи (станом на 2001 рік)
- Територією ради протікає річка Гнилка

## Населені пункти
Сільській раді були підпорядковані населені пункти:
- с. Вікно

## Склад ради
Рада складалася з 16 депутатів та голови.
- Голова ради: Ющак Богдан Олексійович

### Керівний склад попередніх скликань
| Прізвище, ім'я, по батькові | Основні відомості                                                               | Дата обрання | Дата звільнення |
| --------------------------- | ------------------------------------------------------------------------------- | ------------ | --------------- |
| Швець Марія Олексіївна      | Сільський голова, 1955 року народження, позапартійна                            | 26.03.2006   | 31.10.2010      |
| Ющак Богдан Олексійович     | Сільський голова, 1976 року народження, освіта середня спеціальна, безпартійний | 31.10.2010   |                 |

Примітка: таблиця складена за даними сайту Верховної Ради України

### Депутати
За результатами місцевих виборів 2010 року депутатами ради стали:

#### За суб'єктами висування
| Суб'єкт висування | Кількість обраних депутатів | %   |
| ----------------- | --------------------------- | --- |
| Самовисування     | 16                          | 100 |

#### За округами
| № округу | Прізвище, ім'я, по батькові   | Дата визнання обраним | Освіта             | Партійна приналежність | Відомості про обраного депутата                               |
| -------- | ----------------------------- | --------------------- | ------------------ | ---------------------- | ------------------------------------------------------------- |
| 1        | Німець Микола Петрович        | 03.11.2010            | середня спеціальна | позапартійний          | Заповідник «Медобори», старший майстер                        |
| 2        | Гаврилюк Віктор Миколайович   | 03.11.2010            | середня            | позапартійний          | ПП. «Вікнини», різноробочий                                   |
| 3        | Баліцька Ольга Василівна      | 03.11.2010            | вища               | позапартійна           | Вікнянська загальноосвітня школа, вчитель української мови    |
| 4        | Костишин Степан Романович     | 03.11.2010            | вища               | позапартійний          | ПАП «Аркадія», заступник директора по розлинництву            |
| 5        | Намака Олексій Євстахович     | 03.11.2010            | середня спеціальна | позапартійний          | тимчасово не працює                                           |
| 6        | Бала Михайло Романович        | 03.11.2010            | середня спеціальна | позапартійний          | Гусятин РАЙАВТОДОР, шляховий майстер                          |
| 7        | Зброжжик Наталія Євгенівна    | 03.11.2010            | середня спеціальна | позапартійна           | тимчасово не працює                                           |
| 8        | Савульчак Галина Василівна    | 03.11.2010            | середня спеціальна | позапартійна           | ПП. «Вікнини», бухгалтер                                      |
| 9        | Огороднік Микола Віторович    | 27.12.2010            | незакінчена вища   | позапартійний          | тимчасово не працює                                           |
| 10       | Хміль Зеновій Миколайович     | 03.11.2010            | середня            | позапартійний          | тимчасово не працює                                           |
| 11       | Філь Іван Ярославович         | 03.11.2010            | вища               | позапартійний          | Заповідник «Медобори», головний лісничий                      |
| 12       | Швець Марія Олексіївна        | 03.11.2010            | вища               | позапартійна           | Вікнянська сільська рада, голова сільської ради               |
| 13       | Гац Іван Йосипович            | 03.11.2010            | середня            | позапартійний          | тимчасово не працює                                           |
| 14       | Метельський Василь Васильович | 03.11.2010            | середня            | позапартійний          | тимчасово не працює                                           |
| 15       | Панькович Галина Юрівна       | 03.11.2010            | вища               | позапартійна           | Вікнянська загальноосвітня школа І-ІІ ст., вчитель математики |
| 16       | Сарабун Василь Степанович     | 03.11.2010            | середня спеціальна | позапартійний          | тимчасово не працює                                           |